# Lucien Levy
Lucien Lévy (Parigi, 11 marzo 1892 – Parigi, 24 maggio 1965) è stato un ingegnere elettrico francese, inventore del radio-ricevitore supereterodina.

## Biografia
Diplomatosi alla École supérieure de physique et de chimie industrielles de la ville de Paris, fu arruolato durante la prima guerra mondiale al servizio del colonnello Gustave-Auguste Ferrié e divenne responsabile del laboratorio del Centre radiotélégraphique militaire, operativo dalla Tour Eiffel. Qui inventò il metodo supereterodina di amplificazione dei segnali radio, utilizzato in quasi tutti i ricevitori radio AM.
La sua richiesta di brevetto risale al 4 agosto 1917 e fu inizialmente rifiutata a favore dell'americano Edwin Howard Armstrong che, pur avendolo ideato dopo Lévy, aveva brevettato il metodo nel 1917 con richiesta di brevetto del 1º ottobre 1918, ma nel 1928, dopo una lunga vertenza giudiziaria presso la Corte di appello di Washington, fu riconosciuta la sua priorità nell'invenzione del metodo.
Anche il tedesco Walter Schottky depositò domanda di brevetto nel giugno 1918, riconoscendo l'anteriorità di Lévy nel 1926.
Nel 1920 venne fondata la società Radio LL che più tardi divenne ad opera di Marcel Bleustein-Blanchet la Radio Cité. Nel 1929, la Compagnie générale aéropostale adottò il materiale Radio-LL per equipaggiare le 27 stazioni della linea Francia - America del sud.